# Max Witte
Max Witte (* 5. Juli 1909 in Kötermoor, Oldenburg; † 11. Juli 1955) war ein deutscher evangelisch-lutherischer Geistlicher. Er war von 1947 bis 1955 Pastor in Braunschweig.

## Herkunft, Ausbildung, Zeit des Nationalsozialismus
Witte wurde 1909 in Kötermoor (Oldenburg) als Sohn eines Lehrers geboren, besuchte das Gymnasium in Oldenburg und machte 1928 Abitur. Nach drei Semestern Germanistik in Tübingen studierte er Theologie in Berlin. Seit dem Studium war er Mitglied der Tübinger Burschenschaft Derendingia. Aus der NSDAP und der SA, die ihn anfänglich begeistert hatten, trat er 1931 enttäuscht aus. Nach erstem theologischen Examen und Heirat arbeitete er als Vikar in Leinde bei Wolfenbüttel. Nach einem Konflikt mit der NS-Frauenschaftsleiterin wurde er nach Wahle bei Braunschweig versetzt. Nach dem zweiten Examen wurde er 1935 zum geistlichen Amt ordiniert. Er trat nach der Machtergreifung dem Pfarrernotbund bei, der sich gegen die NS-freundlichen Deutschen Christen richtete. Als Soldat war er in Griechenland eingesetzt, als Kriegsgefangener in Frankreich bis 1947 wirkte er als evangelischer Lagerpfarrer.

## Konflikt um Formen des Abendmahls
Noch während des Krieges wurde er zum Pfarrer der Kirchengemeinde St. Ulrici an der Brüdernkirche in Braunschweig gewählt und trat dieses Amt im Herbst 1947 an. Mit dem ersten von ihm gehaltenen Abendmahl zu Gründonnerstag 1948 setzte ein großer Zudrang ein, sodass er nicht nur jeden Sonntag, sondern mehrmals in der Woche und am Sonntag zweimal die Heilige Messe nach der lutherischen Agende hielt.
In Anlehnung an Wilhelm Löhes liturgische Arbeit und im Zusammenhang mit der damals von der lutherischen liturgischen Konferenz erarbeiteten Ordnung für die evangelische Messe – den vollen Gottesdienst mit Feier des Heiligen Abendmahles – hielt die Gemeinde nun ihre Messen mit einem Psalm als Introitus, mit dem von der Gemeinde gesungenen oder gesprochenen Nicaenum als Credo und dem Nunc dimittis in der Postcommunio. Ganz von selbst ergaben sich in der Haltung der Gemeinde fast vergessene altkirchliche Formen: das Knien beim Sündenbekenntnis, bei der Konsekration und beim Empfang des Sakraments, das Sichbekreuzigen und das Zusammenlegen der Hände beim Gebet. Der Altar wurde geschmückt, für den Altardienst wurde über dem üblichen Talar die Albe und eine Stola in Gebrauch genommen. Schließlich wurde als Mahnung zur Wachsamkeit im Glauben eine „ewige Lampe“ am Altar aufgehängt, in der Hochmesse am Sonntag vor dem Beginn der Abendmahlsliturgie geräuchert und in der Vorbereitungsandacht des Aschermittwochs den Büßenden Asche aufs Haupt gestäubt als Zeichen der Vergänglichkeit. Diese auffallende Gestaltung des gottesdienstlichen Lebens, die den Braunschweiger Kirchenchristen unbekannt war, wurde zwar von der Kirchenleitung in Person von Landesbischof Martin Erdmann und Oberlandeskirchenrat Hans Eduard Seebaß als vorbildliches Hoffnungszeichen kirchlicher Erneuerung gesehen, erregte aber großen Unwillen bei der breiten Masse der Landeskirche. Das Bild einer Gemeinde, die sich täglich zur Andacht, zum Gebet, zum Psalmensingen und zum häufigen Sakramentsempfang in ihrem Gotteshause einfindet, die mit Begeisterung die Lieder der Reformationszeit singt und zur Einzelbeichte kommt, blieb für die meisten ungewohnt und unverständlich. In der Adventszeit hielt Witte täglich von 17.30 bis 17.50 Uhr außer montags auf dem Braunschweiger Burgplatz, auf einer Kiste stehend, ihm zur Seite das Kruzifix aufgerichtet, Straßenpredigten. Nach der Abendmahlstatistik 1954 entfielen auf die 1200 Seelen der Gemeinde Brüdern 8700 Kommunikanten, auf die restlichen 154.800 Seelen der übrigen Braunschweiger evangelischen Gemeinden 23.300.
Große Teile der evangelischen Kirche sahen in Wittes Arbeit eine unangemessene Annäherung an römisch-katholische Gebräuche. Eine Mehrheit der Synode der Braunschweigischen Evangelisch-Lutherischen Landeskirche hielt diese für so fraglich, dass sie, trotz der Sympathien der Kirchenleitung für Witte und seine Gemeinde, 1953 ein Gesetz über kultische Gebräuche durchsetzte. Damit wurden der Gebrauch von Weihrauch und Lampe sowie von Aschenstaub in der Bußandacht von Aschermittwoch untersagt. Bischof Erdmann und Oberlandeskirchenrat Seebaß legten 1955 gegen diese Bestimmung Protest ein, weil sie sie als bekenntniswidrig ansahen, denn gemäß der Konkordienformel tritt bei Verbot von nicht-heilsentscheidenden Mitteldingen (Adiaphora) der Bekenntnisfall ein.
1955 starb Witte an den Folgen einer Lungenembolie. Sein Wirken prägt die Kirchengemeinde St.Ulrici-Brüdern bis heute.

## Schriften
- Als Begründer und Herausgeber: Brüdern, Rundbrief für Christen Augsburgischen Bekenntnisses. Braunschweig, seit 1950.
- Vorläufige Ordnung des Heiligen Dienstes. Mit einem Vorwort von Landesbischof D. Martin Erdmann. 1949.
- Die Heilige Messe als der rechte evangelisch-lutherische Gottesdienst. In: Brüdern. 2. Jahrgang, Nr. 30–35, 1951. Neu herausgegeben von Jürgen Diestelmann, Gemeinde St. Ulrici, Brüdern 1976 (Wieder abgedruckt in: Johann Martens/Matthias Krieser (Hrsg.): Väterstimmen zum Gottesdienst. Texte zum Verständnis und Aufbau des lutherischen Hauptgottesdienstes von Werner Schwinge, Max Witte und Ludwig Otto Ehlers. Mit einem Vorwort von Pastor Johannes Rehr, Sola Gratia, Berlin 2015.)
- Verteidigung oder Apologie der evangelisch-lutherischen Brüdern-Kirche St. Ulrici zu Braunschweig. 1953.
- Um den rechten Glauben. Drei Predigten über Artikel 3 und 4 der Augsburgischen Konfession. Lutheraner, Uelzen 1956.